# Viva Topo!
Viva Topo! ist ein mehrfach ausgezeichnetes Brettspiel für Kinder ab 4 Jahren. Es wurde von Manfred Ludwig entwickelt und erschien 2003 bei Selecta.

## Spielablauf und Material
Vier Mäusefamilien verlassen ihre sicheres Zuhause, um eine Reise zum „Käse-Schlaraffenland“ anzutreten. Die Wanderung ist allerdings gefährlich, denn eine Katze folgt den Mäusen und fängt jene, die nicht rechtzeitig das Schlaraffenland oder eine der vier Höhlen entlang des Weges erreichen können.
Das Spielmaterial umfasst 20 Mäuse-Spielfiguren in vier Farben, eine Katzenfigur, 20 Käsestücke in fünf unterschiedlichen Größen, einen speziellen Spielwürfel sowie den Spielplan. Spielfiguren und Käsestücke sind aus Holz gefertigt und in verschiedenen Farben lackiert. Die Figuren haben zudem Ohren aus Filz sowie eine Kordel als Schwanz.
Abhängig von der Spielerzahl erhält jeder Spieler zu Beginn vier oder fünf Mausfiguren einer Farbe, die alle in einem gemeinsamen Unterschlupf starten. Reihum würfeln die Spieler nun mit einem speziellen sechsseitigen Würfel und bewegen eine ihrer Mäuse entsprechend der gewürfelten Augenzahl weiter. Der Weg zum Schlaraffenland führt dabei einmal um den Spielplan herum, die vier Höhlen liegen entlang des Weges jeweils in den Ecken des Spielplans. Die Katze startet mit einigem Rückstand zu den Mäusen und wird immer bewegt, wenn eines der beiden Katzensymbole gewürfelt wurde. Auf ihrem Weg fängt sie alle Mäuse, diese werden aus dem Spiel genommen. Im Verlauf des Spiels bewegt sich die Katze zunehmend schneller, so dass die Reise für die Mäuse immer riskanter wird.
Ziel ist es, die Mäuse entweder ins Schlaraffenland oder in eine der Höhlen zu bringen und dabei möglichst viel Käse zu sammeln: In jedem der Ziele liegen verschieden große Käsestücke, die umso mehr Punkte bringen, je weiter entfernt sich das Ziel vom Unterschlupf befindet. Das Spiel endet, wenn alle Mäuse eines der Ziele erreicht haben oder von der Katze gefangen wurden. Sieger ist, wer bei Spielende den meisten Käse sammeln konnte.

## Kritiken und Auszeichnungen
2003 wählte die Jury Viva Topo! zum Kinderspiel des Jahres. Die Redaktion von Spiel des Jahres schrieb im Artikel Kinderspiel des Jahres 2003 – Viva Topo!:

„Erste, einfache Taktik-Überlegungen, die aus einem bloßen Laufspiel ein spannendes Abenteuer für die ganze Familie machen. Und aus bloß beschäftigten Kindern richtige, begeisterte Spieler.“

Ebenfalls 2003 wurde Viva Topo! vom österreichischen Spielpreis Spiel der Spiele als „Spielehit für Kinder“ sowie vom Japan Boardgame Prize als „The Best Childgame“ („Bestes Kinderspiel“) ausgezeichnet.
Auch die Kritiken zu Viva Topo! fielen sehr positiv aus. Rezensenten lobten insbesondere das hochwertige Spielmaterial sowie die einfache Verständlichkeit des Spielprinzips bei gleichzeitig hohem Spaß- und Spannungsfaktor.